# Public school
En Angleterre et au pays de Galles, le terme public school désigne un groupe d'environ 10 pour cent des écoles indépendantes, qui sont membres de la Headmasters' and Headmistresses' Conference et sont en général plus anciennes, plus coûteuses et plus sélectives. Vers la fin des années 2000, ce terme évolue pour désigner plus spécifiquement des écoles privées pour des élèves âgés de 13 à 18 ans. 

## Public schoolsde 1868

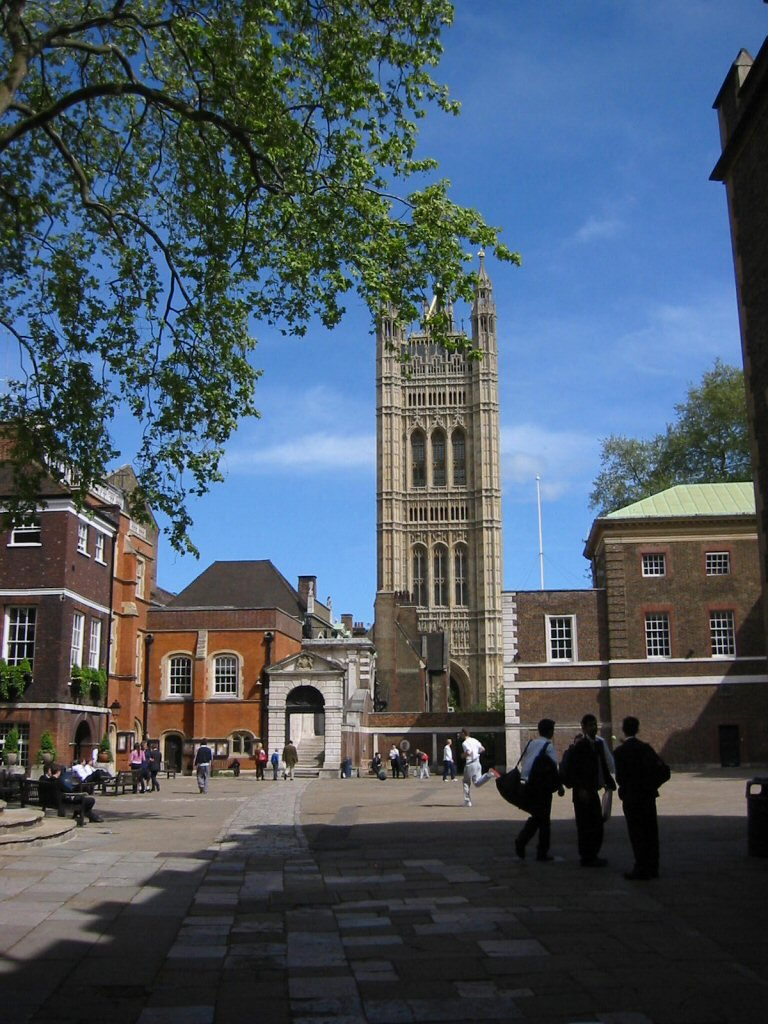
Entrée principale de la Westminster School, à Londres.

Le Public Schools Act de 1868 (en) répertorie les neuf public schools les plus célèbres du Royaume-Uni. Toutes avaient en principe vocation à accueillir les enfants venus de l'élite de la société. En voici la liste :
- Westminster School : située près de l'abbaye de Westminster, au centre de Londres. Elle a eu pour élèves Ben Jonson, George Herbert, John Dryden, John Locke, Christopher Wren, Henry Purcell, Edward Gibbon, Jeremy Bentham, John Gielgud, Andrew Huxley, Peter Ustinov, Helena Bonham Carter, Dido[1],[2].

- Winchester College : fondé par charte royale de Richard II d'Angleterre en 1382. Parmi ses élèves, on citera Matthew Arnold, Alfred Douglas, Godfrey Harold Hardy, Oswald Mosley, Anthony Trollope[1],[3].

- Eton College : fondé en 1440 par Henri VI d'Angleterre. Il eut pour élèves Arthur Balfour, Jeremy Brett, Henry Fielding, Ian Fleming, William Ewart Gladstone, Aldous Huxley, John Maynard Keynes, George Orwell, William de Galles, Harry de Sussex, Boris Johnson et John le Carré[1],[4].

- Saint Paul's School : fondée en 1509 par John Colet, doyen de Saint-Paul, sur un terrain au nord de la cathédrale. Parmi ses anciens élèves on trouve John Milton, Samuel Pepys, G. K. Chesterton[1],[5].

- Shrewsbury School : fondée en 1552. Charles Burney y fut élève, ainsi que Charles Darwin, Samuel Butler, Nevil Shute, Martin Rees et Michael Palin[1],[6].

- Merchant Taylors' School : fondée in 1561 par des membres de l'honorable compagnie des marchands tailleurs. Située à l'origine dans la City, elle est installée aujourd'hui à Northwood, dans la banlieue nord de Londres[1],[7].

- Rugby School : fondée en 1567 par Lawrence Sheriff, un commerçant de la ville de Rugby. Elle est à l'origine du rugby. Parmi ses élèves, l'établissement compte Lewis Carroll, Austen Chamberlain, Neville Chamberlain, Wyndham Lewis et Salman Rushdie[1],[8].

- Harrow School : fondée en 1572 par charte royale de la reine Élisabeth Ire d'Angleterre accordée à John Lyon. Parmi ses élèves, on citera Lord Byron, Winston Churchill, Jawaharlal Nehru, Stanley Baldwin, Joseph Banks, Cecil Beaton, Benedict Cumberbatch[1],[9],[10].

- Charterhouse School : située à Godalming dans le Surrey. Fondée en 1611 à Londres par Thomas Sutton sur l'emplacement d'une ancienne chartreuse, elle compte parmi ses anciens élèves Joseph Addison, Richard Steele, William Makepeace Thackeray, Robert Baden-Powell, Max Beerbohm et Peter Gabriel[1],[11].